# Xavier Samuel
Pour les articles homonymes, voir Samuel (nom de famille).
Xavier Samuel, né le 10 décembre 1983, est un acteur australien. 
Il a accédé à une certaine notoriété en interprétant le rôle de Riley Biers dans Twilight, chapitre III : Hésitation, le troisième film tiré de la Saga Twilight signée Stephenie Meyer. Il joue ensuite dans deux biopics à succès : Elvis de Baz Lhurmann et Blonde de Andrew Dominik (2022).

## Biographie et formation
Xavier Samuel est né à Hamilton le 10 décembre 1983. Il est le fils de Clifford et Maree Samuel. Il a grandi à Adélaïde, en Australie du Sud, et a été diplômé de Rostrevor College en 2001. Xavier est le frère aîné de Benedict Samuel, qui est écrivain, producteur et acteur. Il a également une sœur plus âgée, Bridget Samuel, qui est metteur en scène.
À la fin de ses études à Rostrevor, il a fréquenté la compagnie théâtrale de l'école. Il joue notamment le personnage de Tom Museau (alias le mur), dans la pièce de William Shakespeare, Le Songe d'une nuit d'été. Sur cette même période, il a également interprété le rôle de Belvile dans une production de Radio-Canada : The Rover d'Aphra Behn (L'Écumeur).
Samuel a aussi étudié à la Flinders University Drama Centre en 2005 où il a étudié avec un professeur d'art dramatique réputé, qui n'est autre que Julie Holledge. Il a joué Hamlet dans une production de son université.
Attiré par la musique, il a été le chanteur d'Adelaid Group, du nom de sa ville de naissance.

### Carrière

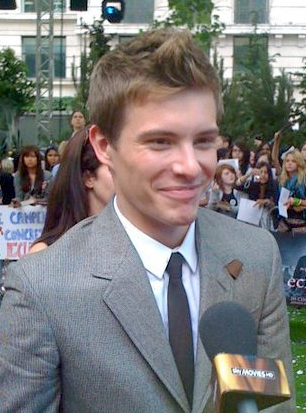
Xavier Samuel à l'avant-première de Twilight, chapitre III : Hésitation, en 2010.

Il débute devant la caméra dans des séries locales comme McLeaod’s daughters, un soap opera très connu en Australie, où il incarne Jason. 
En 2006, c'est sur grand écran qu'il se révèle : il interprète Théo dans 2:37, un film qui relate la vie difficile de certains lycéens, contraints de faire des choix compliqués. Il enchaîne la même année avec le rôle de Will Turner dans le film Angela's Decision. 
L'année suivante, il est à l'affiche de September et de Newcastle. 
2010 marque un tournant majeur dans sa carrière, outre un film d'horreur déjanté à l'humour très noir (The Loved Ones qui a reçu d'excellentes critiques) il est engagé pour tenir le rôle de Riley dans le troisième opus de Twilight. Sa performance dans le film, son premier blockbuster, lui confère une certaine reconnaissance et lui offre sa première récompense aux MTV Movie Awards de 2011.
En 2010, il a été élu 4e homme le plus sexy de la planète par le magazine anglais Glamour.
En 2012, Samuel est apparu dans le film Anonymous. Il enchaîne ensuite avec le tournage de deux films, Shark et My Best Men (où il tient un rôle de premier plan), ainsi que celui d'un court-métrage Sanctuary. Il partage en outre l'affiche avec Sam Worthington dans Drift, une production australienne sur le surf dont le teaser avait été dévoilé à la 64e édition du Festival de Cannes.
En 2013, il partage l'affiche avec Naomi Watts, Robin Wright et James Frecheville dans Perfect Mothers. Le film, signé Anne Fontaine, reçoit globalement des critiques positives avec une moyenne de 3,1/5 sur Allociné.
Son prochain tournage, celui de Plush, aura lieu sous la direction de Catherine Hardwicke, aux côtés de Emily Browning et Cam Gigandet.

### Vie privée
Il a été, de 2010 à 2011, en couple avec la mannequin irano-allemande Shermine Shahrivar. Puis avec sa co-star de Plush, Emily Browning dont il est maintenant séparé.[réf. nécessaire]

## Filmographie

### Cinéma

#### Années 2000
- 2006 : 2:37 de Murali K. Thalluri : Théo
- 2006 : Angela's Decision de Mat King : Will Turner
- 2007 : September de Peter Carstairs : Ed Anderson
- 2008 : Les Dieux de la vague (Newcastle) de Dan Castle : Fergus
- 2008 : Drowing de Craig Boreham (court métrage) : Dan
- 2009 : The Loved Ones de Sean Byrne : Brent Mitchell
- 2009 : Further we search de Darius Devas : Age

#### Années 2010
- 2010 : Road Train de Dean Francis : Marcus
- 2010 : Twilight, chapitre III : Hésitation de David Slade : Riley Biers
- 2011 : Anonymous de Roland Emmerich : Henry Wriothesley, 3e comte de Southampton
- 2011 : My Best Men de Stephan Elliott : David
- 2012 : Sanctuary de Benedict Samuel (court métrage) : David
- 2012 : Bait de Kimble Rendall : Josh
- 2013 : Drift de Ben Nott et Morgan O'Neill : Jimmy Kelly
- 2013 : Perfect Mothers d'Anne Fontaine : Ian
- 2013 : Plush de Catherine Hardwicke : Enzo
- 2014 : Healing, de Craig Monahan : Paul Atherton
- 2014 : Fury de David Ayer : le lieutenant Parker
- 2015 : Frankenstein de Bernard Rose : Adam
- 2016 : Love & Friendship de Whit Stillman : Reginald DeCourcy
- 2016 : Mr. Church de Bruce Beresford : Owen
- 2016 : The Death and Life of Otto Bloom de Cris Jones : Otto Bloom
- 2016 : Spin Out de Tim Ferguson et Marc Gracie : Billy
- 2017 : Della Mortika de Marisa Martin (court métrage) : le lieutenant Pasha Dimitrikov (voix)
- 2017 : A Few Less Men de Mark Lamprell : David Locking
- 2017 : Bad Blood de David Pulbrook : Vincent

#### Années 2020
- 2022 : Elvis de Baz Luhrmann : Scotty Moore
- 2022 : Blonde d'Andrew Dominik : Charles Chaplin Jr.

### Télévision
- 2003 : McLeod's Daughters épisode Jokers to the Right de Cath Roden : Jason
- 2008 : Dream Life de Scott Otto Anderson : Boyd
- 2017 : Les 7 Vérités : Simon Heywood
- 2023 : The Clearing
- 2025 : The Stolen Girl : Marcus Turner